# John Ewing (Politiker)
John Ewing (* 19. Mai 1789 in Cork, Irland; † 6. April 1858 in Vincennes, Indiana) war ein US-amerikanischer Politiker. Zwischen 1833 und 1839 vertrat er zweimal den Bundesstaat Indiana im US-Repräsentantenhaus.

## Werdegang
Noch in seiner Jugend kam John Ewing mit seinen Eltern in die Vereinigten Staaten, wo sich die Familie zunächst in Baltimore (Maryland) niederließ. Dort besuchte er die öffentlichen Schulen. Im Jahr 1813 zog er nach Vincennes im Indiana-Territorium. Dort gab er unter anderem eine lokale Zeitung heraus. Zwischen 1816 und 1820 war Ewing beisitzender Richter am Bezirksgericht im Knox County. In den Jahren 1816 und 1821 kandidierte er erfolglos für den Senat von Indiana. Er war auch Mitglied der Staatsmiliz und wurde 1825 zum Oberstleutnant in dieser Einheit befördert.
Politisch war Ewing ein Gegner des späteren Präsidenten Andrew Jackson. Ende der 1820er Jahre wurde er Mitglied der kurzlebigen National Republican Party; Mitte der 1830er Jahre schloss er sich der damals gegründeten Whig Party an. Zwischen 1825 und 1833 saß er im Staatssenat. Bei den Kongresswahlen des Jahres 1832 wurde Ewing im zweiten Wahlbezirk von Indiana in das US-Repräsentantenhaus in Washington, D.C. gewählt, wo er am 3. März 1833 die Nachfolge von John Carr antrat, der in den dritten Distrikt wechselte. Bis zum 3. März 1835 konnte er eine Legislaturperiode im Kongress absolvieren. Diese war von den Diskussionen um die Politik von Präsident Jackson geprägt. In dieser Zeit ging es vor allem um die Nullifikationskrise mit dem Staat South Carolina und die Bankenpolitik des Präsidenten.
Bei den Wahlen des Jahres 1836 wurde Ewing erneut im zweiten Bezirk seines Staates in den Kongress gewählt, wo er am 4. März 1837 den Demokraten John Wesley Davis wieder ablösen konnte, der zwei Jahre zuvor sein Nachfolger geworden war. Da er im Jahr 1838 erneut gegen Davis verlor, konnte er bis zum 3. März 1839 nur eine weitere Legislaturperiode im US-Repräsentantenhaus verbringen. In den Jahren 1842 bis 1844 war John Ewing erneut Mitglied des Senats von Indiana; danach zog er sich in den Ruhestand zurück. Er starb am 6. April 1858 in Vincennes.